# Patrice Guers
Patrice Guers (n. Annecy, Alta Saboya, 5 de septiembre de 1969) es un bajista profesional francés que pertenece a la banda italiana de Epic symphonic metal, Luca Turilli's Rhapsody, y anteriormente a Rhapsody of Fire.
Aprendió a tocar el bajo a los 17 años, teniendo con anterioridad 3 años de aprendizaje con un profesor francés. Para cuando estuvo listo, comenzó a ser parte de grupos menores y desconocidos, la mayoría de Rock y Metal, pero para poder aumentar su experiencia se unió a CMCN. 
Más tarde, en Londres, Patrick Rondat le invitó a una prueba, la cual se llevó a cabo exitosamente, formando parte desde entonces del grupo Amphibia. Después de algunos años, fue llamado por Dominique Leurquin (2º guitarrista de Rhapsody) para unirse a la banda, en donde se encuentra actualmente.
En abril de 2004 tuvo algunos proyectos con la banda Visions (con Patrick y Dominique).
Sus preferencias musicales son el Heavy metal, Hard rock, Funk, Acid Jazz y Rock-Fusion. Sus bandas favoritas son: Iron Maiden, King Crimson, Metallica, Thin Lizzy, Mercyful Fate, AC/DC, Red Hot Chili Peppers, King's X, Fishbone, FFF, Skunk Anansie, Bjork, Marcus Miller, Maceo Parker, Tower of Power, etc.
Patrice tiene una gran habilidad con la técnica de tapping y slapping, como se puede apreciar en el solo de bajo de la canción "Erian's Mystical Rhymes". También posee una depurada técnica de fingering, ya que utiliza 3 dedos con la mano derecha para tocar notas rápidas, ya que la mayoría de las canciones de Rhapsody of Fire llevan un ritmo bastante ligero. Particularmente utiliza bajos Vigier, fabricados en Francia. El bajo Vigier Excess Indus es el que utilizaba en los conciertos de Rhapsody of Fire, es un bajo activo y con dos micrófonos de bobina simple. 
Actualmente se puede apreciar el nivel de este bajista escuchando el disco de Rhapsody Ascending to Infinity (2012), compuesto en su totalidad por Luca Turilli, el guitarrista y tecladista de Rhapsody, y en donde el bajo de Patrice se puede escuchar de manera clara en todo el disco. 
En el 2017 participa de la reunión de Rhapsody en conmemoración de los 20 años del lanzamiento de Legendary Tales, titulando la gira "20th Anniversary Farewell Tour", recorriendo países como Argentina, Chile, Brasil, México, Colombia, Italia, Suecia, Bélgica, Finlandia, Israel, Portugal y España. Junto a Fabio Lione, Luca Turilli, Alex Holzwarth y Dominique Leurquin.
En diciembre de 2018, después de la gira reunion de Rhapsody "20 Anniversary Farewell", forma parte del nuevo grupo liderado por Luca Turilli y Fabio Lione llamado Turilli/Lione Rhapsody.